# Natalia Zemtsova
Natalia Zemtsova est une joueuse de volley-ball ukrainienne née le 7 septembre 1984 à Dnipropetrovsk. Elle mesure 1,85 m et joue au poste de centrale. 

## Clubs
| Club                 | De        | À         |
| -------------------- | --------- | --------- |
| Galitchanka Ternopil | 2001-2002 | 2006-2007 |
| Gedania Gdańsk       | 2007-2008 | 2008-2009 |
| AZS Białystok        | 2009-2010 | 2009-2010 |
| TPS Rumia            | 2010-2011 | 2010-2011 |
| Pałac Bydgoszcz      | 2011-2012 | …         |

## Palmarès
- Championnat d'Ukraine
  - Finaliste: 2006.
- Coupe d'Ukraine
  - Finaliste: 2005, 2006.